# Tommy Lee
Tommy Lee Bass (født 3. oktober 1962) er en græsk-amerikansk musiker. Han er mest kendt som trommeslager i Mötley Crüe fra 1981 til 1999, da han blev sat i fængsel for overgreb og misbrug af sin kone Pamela Anderson.[kilde mangler] Under indspilningen af New Tattoo (2000) blev han erstattet af trommeslager Randy Castillo, som tidligere har spillet sammen med Ozzy Osbourne.